# Tramlijn KM (Kortrijk)

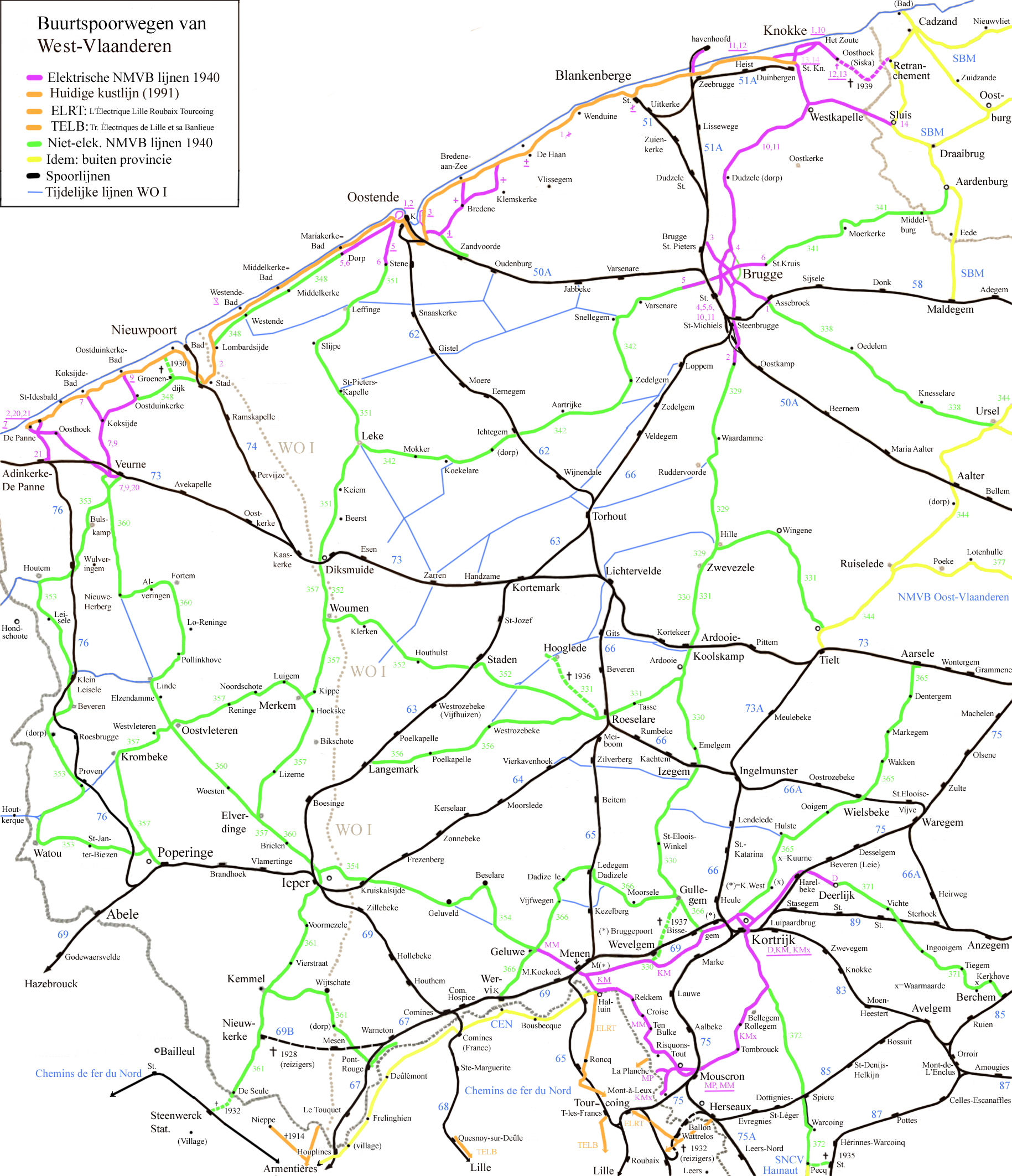
Buurtspoorwegnet in West-Vlaanderen. Elektrische lijnen in paars.

Tramlijn KM was een elektrische tramlijn in en rond de Belgische stad Kortrijk met eindhalte in Menen. Ze verbond het centrum van Kortrijk met de stadswijken Buda en Overleie en vervolgens met de aaneengesloten stedelijke kernen Bissegem, Wevelgem en Menen. De tram reed haar laatste rit op 14 november 1957. Hierna werd de lijn vervangen door verschillende stadslijnen (onder meer stadslijn 4) en streeklijnen (onder meer streeklijn 40).

## Geschiedenis
Vanaf 1893 werd in en rond Kortrijk een buurtspoorwegennet aangelegd. Dit openbaar vervoersnetwerk werd uitgebaat door de pachter "SA Intercommunale de Courtrai" en verbond de verschillende stadswijken in Kortrijk met de nabijgelegen dorpen en gemeenten. In 1927 nam de NMVB (Nationale Maatschappij van Buurtspoorwegen) de exploitatie van de pachter over en ging de stads- en streeklijnen rond Kortrijk elektrificeren.
De tramlijn van Kortrijk naar Menen werd in twee fases geopend:
- Van Kortrijk tot Bissegem op 13 februari 1893 als deel van de stoomtramlijn tot Ledegem.
- Van Bissegem tot Menen op 16 april 1933 werd de van begin af elektrische lijn geopend en werd de al bestaande lijn van Kortrijk tot Bissegem geëlektrificeerd.[2] Tevens werd binnen Kortrijk de elektrische route spoorstation - Sint-Janspark aangelegd.

Bijzonder voor een buurtspoorweglijn was de ongebruikelijke parallelle ligging naast de spoorlijn Kortrijk Menen. Deze tramlijn was dan ook bedoeld om het lokaal reizigersvervoer langs de kleinere plaatsen te ontsluiten.

## Traject
Het traject vertrok aan het Kortrijkse hoofdstation, reed vervolgens naar de Grote Markt, over de Leiebrug, door de Budawijk, via Overleie naar het Koningin Astridpark. Aan het park reed de tram verder naar de Meensepoort, naar het Sint-Janskerkhof en zo naar de plaats van Bissegem. Vervolgens zette de tramlijn zijn traject verder naar Wevelgem om ten slotte in Menen te eindigen. Op het traject in omgekeerde richting reed de tramlijn vanaf de Meensepoort terug naar het station via de Noordstraat, over de Gerechtshofbrug, via de Beheerstraat, het gerechtshof om zo via de Koning Albertstraat terug op het Stationsplein te eindigen. De tramremise was gelegen bij de Menenpoort in Kortrijk.